# John Campbell, 4. hrabě z Loudounu
John Campbell, 4. hrabě z Loudounu (John Campbell, 4th Earl of Loudoun, 4th Baron Tarrinzean and Mauchline) (5. května 1705 – 27. dubna 1782) byl skotský šlechtic a britský generál. Od mládí sloužil v armádě a zúčastnil se dynastických válek 18. století. Za sedmileté války byl krátce vrchním velitelem britské armády v Severní Americe. Jako držitel hraběcího titulu byl členem Sněmovny lordů.

## Životopis

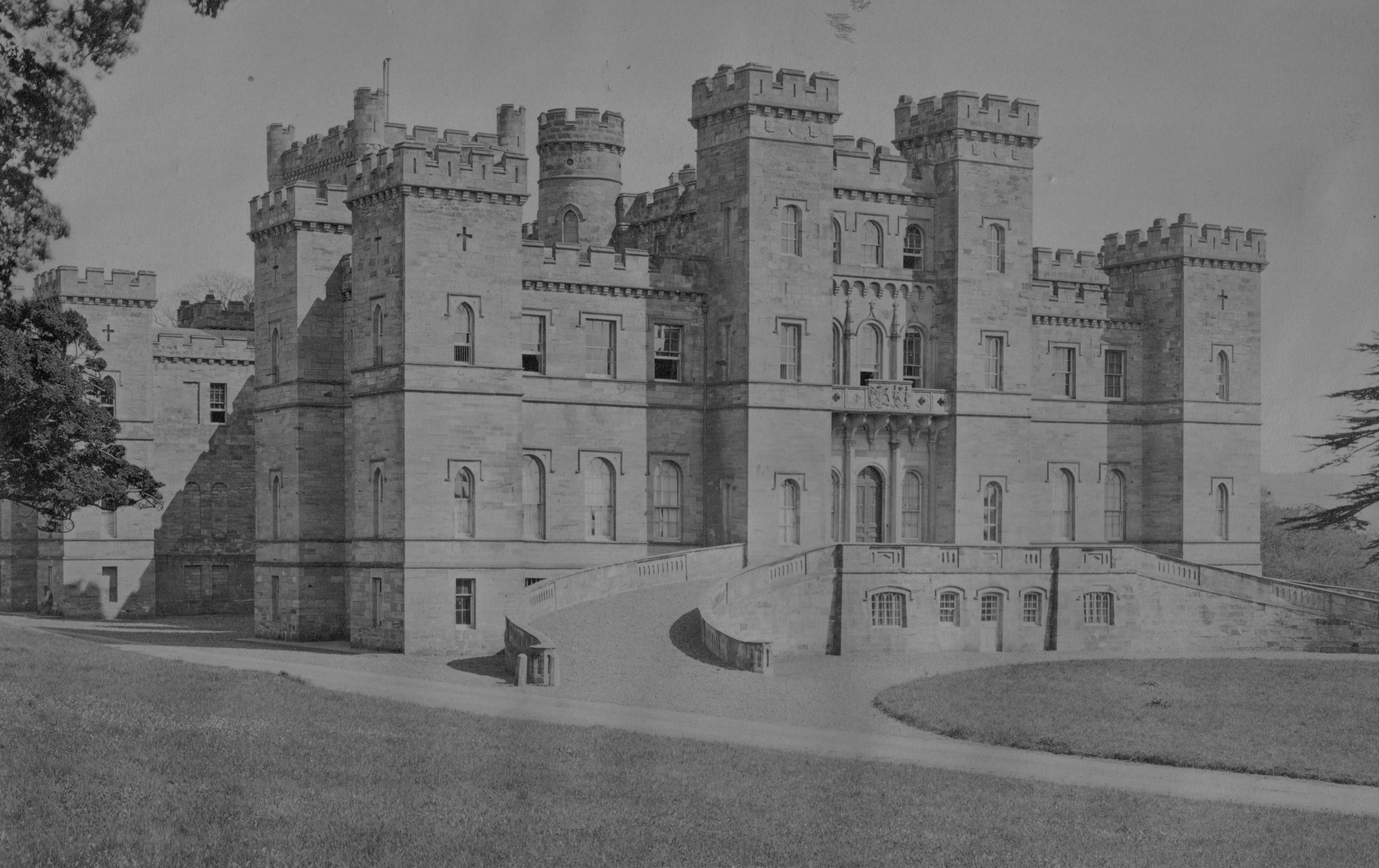
Loudoun Castle, hlavní rodové sídlo ve Skotsku

Pocházel ze starobylého skotského klanu Campbellů, patřil k linii, která od roku 1633 užívala titul hrabat z Loudounu. Narodil se jako jediný syn Hugha Campbella, 3. hraběte z Loudounu (1661–1731), po matce Margaret Dalrymple (1684–1779) byl synovcem generála 2. hraběte ze Stairu. Od roku 1727 sloužil v armádě, v roce 1731 po otci zdědil statky ve Skotsku a titul hraběte. Titul platil pouze pro Skotsko, ale od roku 1734 až do smrti zasedal v britské Sněmovně lordů jako reprezentant skotských peerů. Za války o rakouské dědictví byl pobočníkem krále Jiřího II. (1743–1745) a bojoval v bitvě u Dettingenu. Jako velitel pěchotního pluku poté v letech 1745–1746 bojoval proti poslednímu jakobitskému povstání ve Skotsku.
Na počátku sedmileté války byl povýšen na generálmajora (1756) a byl vyslán do Severní Ameriky, kde převzal funkci guvernéra Virginie (1756–1763). Se střídavými úspěchy bojoval proti Francouzům (v letech 1756–1757 byl v Severní Americe krátce vrchním velitelem). V roce 1758 byl povýšen na generálporučíka. V roce 1762 se vrátil do Evropy a v závěru sedmileté války převzal vrchní velení v Portugalsku. Poté zastával čestnou hodnost guvernéra v Edinburghu (1763–1782) a v roce 1770 dosáhl hodnosti generála. Byl též členem Královské společnosti. Zemřel bez potomstva a titul hrabat z Loudounu přešel na vzdálenější příbuzenstvo.
Na jeho počest byl pojmenován správní celek Loudoun County v americkém státě Virginie.
Jeho strýc James Campbell (1667–1745) proslul též jako vojevůdce a v hodnosti generálporučíka padl v bitvě u Fontenoy.